# アングリーバード ステラ
『アングリーバード ステラ』（Angry Birds Stella）は、ロビオ・エンターテインメントが開発したコンピュータゲームで、『アングリーバード』のスピンオフ。2009年12月11日に、iOS、Android、WindowsおよびmacOS向けにリリースされた。Windows PhoneとWindows 8向けにも発売される予定

## ゲームプレイ
シリーズの最初のゲームと同様に、プレイヤーはパチンコを使用して、近くの建物にさまざまな鳥を撃ちます。建物の近く、中、または上にある可能性のあるすべての緑の豚を飛び出そうとします。 プレイヤーは各鳥のユニークな能力を利用して、豚を倒したり障害物を破壊したりするために、飛行中に戦略的な場所や時間にそれらをアクティブにする必要があります。
2014年12月の更新であるNew Pigs on the Blockは、豚に盗まれた家の不足しているアイテムを探しているステラとその友人たちをツリーハウスにフィーチャーするストーリーラインを追加しました。 アイテムを取得するには、ランダムなレベルを完了する必要があります。